# Česká národní fotbalová liga 1987/1988
V soubojích 19. ročníku České národní fotbalové ligy 1987/88 se utkalo 16 týmů dvoukolovým systémem podzim–jaro.

## Konečná tabulka
Zdroj: 
| Poř. | Tým                          | Z  | V  | R  | P  | VG | OG | B  |
| ---- | ---------------------------- | -- | -- | -- | -- | -- | -- | -- |
| 1.   | TJ Škoda Plzeň               | 28 | 19 | 7  | 2  | 40 | 15 | 45 |
| 2.   | TJ Zbrojovka Brno            | 28 | 18 | 6  | 4  | 54 | 17 | 42 |
| 3.   | TJ VP Frýdek-Místek          | 28 | 13 | 7  | 8  | 38 | 26 | 33 |
| 4.   | TJ Dynamo České Budějovice   | 28 | 13 | 5  | 10 | 50 | 36 | 31 |
| 5.   | TJ Gottwaldov                | 28 | 12 | 6  | 10 | 28 | 23 | 30 |
| 6.   | VTJ Tábor                    | 28 | 10 | 10 | 8  | 33 | 30 | 30 |
| 7.   | TJ Ostroj Opava              | 28 | 12 | 5  | 11 | 33 | 32 | 29 |
| 8.   | TJ Baník Havířov             | 28 | 9  | 7  | 12 | 29 | 35 | 25 |
| 9.   | TJ AK Slušovice              | 28 | 9  | 7  | 12 | 28 | 36 | 25 |
| 10.  | TJ VTŽ Chomutov              | 28 | 8  | 9  | 11 | 28 | 38 | 25 |
| 11.  | TJ Auto Škoda Mladá Boleslav | 28 | 8  | 7  | 12 | 23 | 33 | 23 |
| 12.  | TJ Slovan Liberec            | 28 | 8  | 6  | 14 | 33 | 45 | 22 |
| 13.  | TJ DP Xaverov                | 28 | 9  | 3  | 16 | 34 | 50 | 21 |
| 14.  | TJ Sklo Union Teplice        | 28 | 9  | 5  | 14 | 32 | 37 | 17 |
| 15.  | TJ Spartak Ústí nad Labem    | 28 | 8  | 0  | 20 | 24 | 54 | 16 |

Poznámky
- Z = Odehrané zápasy; V = Vítězství; R = Remízy; P = Prohry; VG = Vstřelené góly; OG = Obdržené góly; B = Body
- TJ Vagonka Česká Lípa byla ze soutěže vyloučena a stala se prvním a nakonec i jediným sestupujícím.
- Týmu TJ Sklo Union Teplice bylo odečteno 6 bodů.

|  | 1. československá fotbalová liga 1988/89 |
|  | Sestup do II. ČNFL 1988/89               |

## Soupisky mužstev

### TJ Škoda Plzeň
Václav Lavička (24/0),
Jaromír Šticha (4/0) –
Kamil Bárta (9/0),
Milan Forman (25/1),
Jan Homola (27/11),
Petr Hudec (5/0),
Jaroslav Jeřábek (63/0),
Bohuslav Kalabus (22/0),
Václav Koc (9/1),
Luděk Kopřiva (23/0),
Josef Kovačič (22/5),
Pavel Krs (18/0),
Eduard Kubata (19/2),
Pavel Mejdr (5/0),
Reinhard Nicklas (10/0),
Miloslav Paul (21/2),
Petr Plass (1/0),
Vladimír Puhlovský (10/0),
Antonín Rosa (10/2),
Jiří Sloup (27/3),
Daniel Šmejkal (1/1),
Luboš Urban (14/3),
Miroslav Vaňous (24/6),
Vladimír Vašák (26/3) –
trenér Václav Rys, od 1. 10. 1987 Zdeněk Michálek

### TJ Zbrojovka Brno
Radek Rabušic (13/0),
Roman Švec (1/0),
Zdeněk Tulis (14/0) –
Josef Andrýsek (7/0),
Jiří Bělohlávek (4/0),
Petr Čuhel (23/2),
Pavel Dobeš (11/0),
Ludevít Grmela (10/1),
Rostislav Halkoci (22/5),
Michal Hošťálek (1/0),
Jaroslav Jakub (10/2),
Jan Klíma (4/0),
Roman Kukleta (25/20),
Petr Maléř (20/2),
Vladimír Michal (24/0),
Jaromír Navrátil (24/1),
Ľubomír Nosický (2/0),
Stanislav Schwarz (27/4),
Pravoslav Sukač (20/1),
Vladimír Šeďa (22/2),
Martin Šustáček (26/1),
Martin Váňa (17/1),
Jiří Zamazal (9/1),
Libor Zelníček (27/11) –
trenér Petr Pálka

### TJ VP Frýdek-Místek
Petr Sostřonek (28/0/10) –
Květoslav Babič (3/0),
Radim Černoch (11/1),
Dalibor Damek (5/0),
Zdeněk Ďuriš (7/0),
Miroslav Elko (16/1),
Lumír Havránek (12/4),
Ivan Heník (1/1),
Jiří Hořínek (22/1),
Igor Juroš (6/0),
Zdeněk Klepáč (24/0),
Radomír Liberda (4/0),
Milan Lišaník (10/0),
Jozef Marchevský (27/3),
Petr Ondrušík (26/3),
Karel Orel (28/5),
Tanas Papadopulos (22/0),
Pavel Plucnar (7/0),
Štefan Rigó (8/0),
Radek Sobotík (7/0),
Miroslav Stanko (13/2),
Zdeněk Šajtar (17/2),
Jaroslav Šišma (27/13),
Jozef Vančo (7/2),
Ladislav Zaduban (18/0) –
trenér Erich Cviertna

### TJ Dynamo České Budějovice
Milan Hluštík (14/0),
Petr Skála (15/0) –
Jiří Anderle (20/1),
Petr Čermák (23/3),
Miroslav Čížek (7/0),
Miroslav Franěk (13/1),
Miroslav Hermer (10/0),
Jaroslav Holý (28/0),
Josef Jodl (5/1),
Jiří Jurásek (14/1),
Pavel Kalina (6/0),
Miroslav Kamiš (9/1),
František Kodras (8/0),
Libor Koller (3/0),
Dušan Kuba (4/1),
Karel Kuba (25/1),
Zbyněk Lerch (1/0),
Radovan Loužecký (25/0),
Jiří Nesvačil (25/3),
Jiří Orlíček (18/0),
Milan Pálkovič (5/1),
Jaroslav Passler (11/0),
František Pour (3/0),
Jiří Povišer (4/0),Zdeněk Procházka (28/26),
Jan Sanytrník (3/0),
Zdeněk Trněný (1/0),
Zdeněk Urban (21/10),
Martin Wohlgemuth (4/0),
Josef Zayml (7/1) –
trenér Jan Molkup, od 1. 1. 1988 Jiří Nevrlý

### TJ Gottwaldov
Radomír Kusák (9/0),
Alois Máčala (1/0),
František Ondrůšek (18/0) –
Jiří Adamkovič (25/2),
Jiří Balažík (1/0),
Robert Balušek (27/2),
Rudolf Čelůstka (21/0),
Petr Červenka (2/0),
Vladislav Ďurďa (9/1),
Tomáš Fidra (23/4),
Zdeněk Fries (22/1),
Ludevít Grmela (13/1),
Milan Hájek (1/0),
Michal Horňák (15/1),
Vlastimil Hrubčík (17/1),
Petr Klhůfek (26/4),
Jan Kouřil (24/4),
Jan Křapa (26/2),
Dalibor Kučera (27/2),
Ladislav Minář (13/0),
Josef Pospíšil (9/0),
František Rolinc (21/2),
Vladislav Straka (8/0) –
trenér Igor Štefanko

### VTJ Tábor
Petr Hejníček (1/0),
Zdeněk Jánoš (13/0),
Pavel Srniček (14/0) –
Džimis Bekakis (1/0),
Norbert Csoknai (11/0),
Zdeněk Ďuriš (16/5),
Ľubomír Faktor (22/5),
Roman Hanus (2/0),
Radomír Chýlek (26/1),
Pavel Jeřábek (25/0),
Roman Kaizar (23/4),
Tomáš Kamrád (16/1),
Petr Krautwurst (11/3),
Tomáš Krejčík (12/4),
Ondrej Krištofík (22/0),
Ladislav Lakatoš (24/0),
Zdeněk Menoušek (9/1),
Kamil Papuga (1/0),
Roman Pavelka (20/2),
Pavel Pěnička (22/4),
Rostislav Prokop (21/0),
Roland Rusňák (16/0),
Marián Skalka (19/1),
Ľudovít Sklenský (9/2),
Jozef Stuň (6/0) –
trenér Jindřich Dejmal

### TJ Ostroj Opava
Josef Kružberský (4/0),
Jiří Lindovský (24/0) –
Jan Baránek (11/1),
Miroslav Bedrich (27/7),
Josef Bomba (12/1),
Ivo Farský (8/0),
Petr Fojtík (18/2),
Andrej Gánovský (9/0),
Pavel Hadaščok (15/0),
Jan Hruška (18/3),
Josef Kašný (15/0),
Martin Komárek (16/5),
Miroslav Kořistka (21/0),
Daniel Kuzník (1/0),
Jindřich Pardy (24/6),
Miroslav Pekárek (20/0),
Pavel Poštulka (23/2),
Radomír Prasek (5/2),
Jaroslav Samson (2/0),
Petr Swiech (8/0),
Jan Vožník (5/1),
Kamil Vrba (12/0),
Vítězslav Vystrk (18/1),
Jiří Zamazal (10/1),
Ivan Zimmermann (23/0) –
trenér Alois Sommer

### TJ Baník Havířov
Jiří Jurčík (2/0),
Jan Laslop (9/0),
Ivan Žiak (17/0) –
Libor Antoš (26/4),
Miroslav Čopjak (4/0),
Stanislav Gross (23/0),
Roman Hanus (11/2),
Václav Hanyáš (28/1),
Jiří Jurásek (14/1),
Jiří Jurča (6/1),
Zdeněk Malcharek (6/1),
Dušan Martiník (2/0),
Martin Matuštík (2/0),
Zdeněk Menoušek (6/1),
Roman Novák (17/1),
Rudolf Pyško (23/2),
Petr Samec (22/4),
František Schneider (22/2),
Břetislav Sikora (10/0),
Stanislav Skříček (27/1),
Jiří Směták (15/0),
Bronislav Šimša (17/3),
Milan Škrabák (4/0),
Zdeněk Šreiner (8/4),
Dušan Šrubař (22/0),
Pavel Vrba (12/1) –
trenér Josef Kolečko

### TJ JZD Slušovice
Jozef Michálek (20/0),
Dalibor Valčík (8/0) –
Vladimír Bartoň (25/1),
Jiří Běleš (19/2),
Vladimír Biras (1/0),
Václav Cahyna (22/0),
Petr Dukát (6/0),
Josef Hamšík (13/0),
Milan Hanko (6/0),
Roman Holík (1/0),
Jaroslav Irovský (23/0),
Petr Ježek (22/7),
Ladislav Kučerňák (20/1),
Luděk Lošťák (1/0),
František Mikulička (16/4),
Miroslav Pavlech (2/0),
Petr Pinkas (10/1),
Petr Podaný (14/0),
Pavol Poruban (23/5),
Ladislav Soviš (23/2),
Jozef Stipanitz (24/4),
Roman Svozil (19/0),
Vladimír Šuranský (16/0),
Jozef Vančo (6/0) –
trenér Antonín Juran, od 1. 10. 1987 Miroslav Polášek

### TJ VTŽ Chomutov
Milan Sova (28/0/9) –
Milan Havlík (24/1),
Jaroslav Holan (2/0),
Martin Horský (1/0),
Radek Hůrka (22/1),
Jiří Jelínek (2/0),
Václav Kasl (22/1),
Zdeněk Kořínek (25/1),
Jaromír Kubín (6/0),
Petr Nový (20/2),
Miroslav Pavlov (14/1),
Jiří Pinkas (4/0),
Jan Pitel (16/4),
Josef Raška (26/7),
Vladimír Sadílek (26/3),
Zdeněk Slowik (16/0),
Karel Svoboda (26/1),
Pavel Svoboda (2/0),
Miloslav Šebek (22/0),
Vladimír Valenta (4/0),
Vlastimil Větrovec (5/0),
Jiří Weitz (20/3) –
trenér Alfons Skokan

### TJ Auto Škoda Mladá Boleslav
Josef Ehrenberger (23/0),
Radim Straka (5/0) –
Pavel Adam (4/0),
Jaroslav Barvíř (12/1),
Milan Boháč (28/6),
Pavel Borovec (10/1),
Bohumír Hart (2/0),
Jiří Holakovský (10/0),
Pavel Janáček (6/1),
Milan Kalíšek (25/1),
Pavel Kočí (4/0),
Jiří Kříž (26/1),
Václav Migas ml. (2/1),
Vítězslav Mojžíš (13/1),
Milan Pechanec (23/2),
Josef Pechr (24/0),
Petr Pohnán (16/0),
Ladislav Poupa (18/2),
Ladislav Prostecký (11/1),
Jaroslav Rybák (25/1),
Vladimír Sedláček (19/2),
Josef Vinš (13/2),
Milan Zahrádka (22/0),
Tomáš Zapletal (1/0) –
trenér Milan Kollár

### TJ Slovan Elitex Liberec
Petr Kobr (2/0),
Antonín Kudláček (3/0),
Radek Suchý (25/0) –
Jaroslav Anděl (2/0),
Luboš Bárta (18/3),
Petr Bulíř (11/3),
Zdeněk Cmunt (25/2),
Miroslav Černý (19/4),
Pavel Havel (5/0),
Petr Hudec (13/0),
Vladimír Jeníček (8/0),
Pavel Jirouš (24/2),
Milan Kneys (13/1),
Jiří Komárek (6/0),
Petr Komárek (9/0),
Jaroslav Ličík (1/0),
Petr Myslivec (26/2),
Tomáš Nosek (1/0),
Miloš Novotný (8/0),
Ladislav Pavlík (1/0),
Josef Petřík (21/5),
Martin Pěnička (9/1),
Zdeněk Schovánek (16/0),
Jiří Sochor (26/5),
Jaroslav Staněk (1/0),
Jiří Šidák (8/0),
Petr Šísler (23/4),
Stanislav Trojan (19/1) –
trenér František Gerhát

### TJ DP Xaverov Horní Počernice
Ladislav Macho (27/0),
Milan Švec (1/0) –
Jan Bakoš (1/0),
Zdeněk Brejcha (14/1),
Miroslav Držmíšek (24/9),
Alois Halaška (26/3),
Josef Houdek (14/0),
Václav Hybš (6/0),
Jiří Chalupa (1/0),
Petr Chvastek (1/0),
Jiří Kadeřábek (4/0),
Pavel Klouček (12/1),
Jan Komůrka (22/4),
Jiří Kotek (24/0),
Zdeněk Krupka (10/0),
Jaroslav Marčík (10/3),
Pavel Medynský (18/1),
Václav Migas ml. (5/0),
František Mysliveček (8/1),
Martin Prchal (26/0),
Luděk Revenda (11/1),
Jan Sanytrník (20/5),
František Svoboda (2/0),
Jan Šubík (1/0),
Jan Švadlenka (22/2),
Milan Vinopal (27/1),
Karel Zajac (13/0) –
trenér Karel Přenosil

### TJ Sklo Union Teplice
Vladimír Počta (12/0),
Milan Švec (14/0),
Zdeněk Zacharda (2/0) –
Jindřich Bureš (27/0),
Vlastimil Calta (13/6),
Josef Csaplár (6/0),
Jaroslav Čaban (1/0),
Jiří Černý (23/2),
Pavel Fasner (16/3),
František Franke (23/0),
Jan Geleta (15/1),
Ladislav Hladík (8/0),
Stanislav Hoffman (13/1),
Marián Chlad (25/7),
Miroslav Janota (1/0),
Luděk Jánský (22/4),
Petr Jičínský (11/0),
Pavel Kareš (13/0)
Petr Němec (11/0),
Tibor Notin (22/2),
Jiří Novák (9/1),
Petr Nový (1/0),
Luboš Polák (1/0),
Jaroslav Sláma (1/0),
Jaroslav Uličný (19/1),
Milan Vízek (14/2),
Zbyněk Záveský (16/1),
Petr Zuskin (5/0) –
trenér František Cerman

### TJ Spartak Ústí nad Labem
Václav Kožíšek (15/0),
Ladislav Mikeš (13/0) –
Vratislav Brabenec (22/1),
Milan Bubla (14/0),
Václav Budka (23/3),
Pavel Caitaml (2/0),
Pavel Čapoun (13/0),
Jiří Douda (27/5),
Jiří Drudík (1/0),
Rudolf Ferenc (17/1),
Petr Hejduk (2/0),
Tomáš Heřman (4/0),
Jan Hrubeš (16/2),
Miroslav Kodaj (1/0),
Stanislav Kovář (6/3),
Petr Kubiš (11/2),
Luboš Kudrlička (9/0),
Roman Linda (27/5),
Václav Majer (4/0),
Jiří Maliga (21/0),
Zbyněk Michal (12/0),
Josef Mikeš (13/0),
Jaroslav Müllner (21/1),
Pavel Plecitý (6/0),
Martin Peterka (18/1),
Jiří Šumpík (24/0),
Karel Weiss (2/0) –
trenér Jan Schmeiler, od 16. 11. 1987 Václav Rys, od 2. 2. 1988 Ján Kemko